# テツノカチドキ
テツノカチドキ (欧字名:Tetsuno Kachidoki、1980年3月25日 - 不明) は、日本の競走馬、種牡馬である。1980年代の地方競馬で活躍した。

## 経歴

### 競走馬時代
1982年の3歳時に大井競馬場でデビューし1戦0勝、4歳時は16戦8勝。準重賞のいちょう賞（大井競馬場）に勝利したのち、東京王冠賞に出走したが6着に終わる。
5歳時は13戦3勝。東京記念を2着、かちどき賞を勝利して臨んだ年末の大一番・東京大賞典では伏兵扱いであったが、向こう正面で先頭に立つとそのまま最後まで押し切って優勝、南関東公営競馬の頂点に立った。
6歳時は11戦3勝。上半期は2月の川崎記念はカウンテスアップのクビ差2着、帝王賞ではロツキータイガーの4着に終わったが、5月の大井記念から佐々木竹見に乗り替わり、ロツキータイガーは不在だったがスズユウやカウンテスアップ相手に圧勝、6月には福島競馬場で行われた地方競馬招待競走で、芝コースを問題にせず、中央競馬所属馬が手薄であったとはいえ四角先頭の競馬で楽勝した。下半期は8月の関東盃で59.5kgを背負って勝利。ジャパンカップの出走権をかけた10月31日の東京記念では60.5kgを背負い、斤量59kgのロツキータイガーとの一騎討ちとなったが、アタマ差敗れた（当時は東京記念の優勝馬がジャパンカップに出走可能だった）。「わずか頭差なら斤量が重い方が強い」とテツノカチドキを推す声も多かったが判定は覆らず、ジャパンカップ出走は叶わなかった。暮れの東京大賞典はスズユウ、ロツキータイガーの2頭に遅れを取り3着に敗れた。
7歳時は9戦1勝。大井記念を連覇し、オールカマーではジユサブローの3着だった。
8歳時は8戦2勝。4月の帝王賞では最後の直線コースで一気に追い込みウメノスペンサーにハナ差で勝った。その後はオールカマーも含め4戦して振るわなかったが、引退レースとして臨んだ暮れの東京大賞典では1周目のスタンド前から逃げを打つ奇策が功を奏しミハマシヤークに4馬身差をつけ優勝。この勝利により総収得賞金が地方競馬所属馬としては初めて3億円を突破、年間の収得賞金でもワカオライデンを抑え1位となった。
1988年2月5日に大井競馬場で引退式が行われた。

### 引退後
引退後は種牡馬となったが産駒は振るわず、2001年7月に用途変更となった。
父のコインドシルバーがダートで活躍したのもあってかテツノカチドキもそれと同様にダートを得意としていたが、他のコイントシルバー産駒であるビンゴカンタやアサヒエンペラー、エーコーシーザー等は中央競馬で芝レースを中心に走っており、中にはマイネルグラウベンやタカラフラッシュの様に芝の重賞を勝った産駒も多かった。
7000勝騎手の佐々木竹見は「私の最強馬はテツノカチドキ」と語っており、ジョッキーマスターズにおいて、勝負服の騎乗馬としてテツノカチドキで登録をしている。

## 血統表
| テツノカチドキの血統                                    | テツノカチドキの血統                                        | テツノカチドキの血統    | （血統表の出典）        | （血統表の出典） |
| 父系                                                    | エルバジェ系                                                | エルバジェ系            | エルバジェ系            | [ § 2 ]          |
| 父 *コインドシルバー Coined Silver 1974 黒鹿毛 アメリカ | 父の父Herbager 1956 鹿毛 フランス                           | Vandale                 | Plassy                  | Plassy           |
| 父 *コインドシルバー Coined Silver 1974 黒鹿毛 アメリカ | 父の父Herbager 1956 鹿毛 フランス                           | Vandale                 | Vanille                 |                  |
| 父 *コインドシルバー Coined Silver 1974 黒鹿毛 アメリカ | 父の父Herbager 1956 鹿毛 フランス                           | Flagette                | Escamillo               | Escamillo        |
| 父 *コインドシルバー Coined Silver 1974 黒鹿毛 アメリカ | 父の父Herbager 1956 鹿毛 フランス                           | Flagette                | Fidgette                |                  |
| 父 *コインドシルバー Coined Silver 1974 黒鹿毛 アメリカ | 父の母Silver Coin 1965 黒鹿毛 アメリカ                      | Never Bend              | Nasrullah               | Nasrullah        |
| 父 *コインドシルバー Coined Silver 1974 黒鹿毛 アメリカ | 父の母Silver Coin 1965 黒鹿毛 アメリカ                      | Never Bend              | Lalun                   |                  |
| 父 *コインドシルバー Coined Silver 1974 黒鹿毛 アメリカ | 父の母Silver Coin 1965 黒鹿毛 アメリカ                      | Silver Spoon            | Citation                | Citation         |
| 父 *コインドシルバー Coined Silver 1974 黒鹿毛 アメリカ | 父の母Silver Coin 1965 黒鹿毛 アメリカ                      | Silver Spoon            | Silver Fog              |                  |
| 母 フジノアオバ 1970 栗毛 日本                          | 母の父*マリーノ Marinor 1956 栗毛 フランス                  | Worden                  | Wild Risk               | Wild Risk        |
| 母 フジノアオバ 1970 栗毛 日本                          | 母の父*マリーノ Marinor 1956 栗毛 フランス                  | Worden                  | Sans Tares              |                  |
| 母 フジノアオバ 1970 栗毛 日本                          | 母の父*マリーノ Marinor 1956 栗毛 フランス                  | Buena Vista             | Orwell                  | Orwell           |
| 母 フジノアオバ 1970 栗毛 日本                          | 母の父*マリーノ Marinor 1956 栗毛 フランス                  | Buena Vista             | Anne de Bretagne        |                  |
| 母 フジノアオバ 1970 栗毛 日本                          | 母の母*ブラックフォレスト Black Forest 1960 黒鹿毛 フランス | Tyrone                  | Tornado                 | Tornado          |
| 母 フジノアオバ 1970 栗毛 日本                          | 母の母*ブラックフォレスト Black Forest 1960 黒鹿毛 フランス | Tyrone                  | Statira                 |                  |
| 母 フジノアオバ 1970 栗毛 日本                          | 母の母*ブラックフォレスト Black Forest 1960 黒鹿毛 フランス | Lonely Maid             | Lighthouse              | Lighthouse       |
| 母 フジノアオバ 1970 栗毛 日本                          | 母の母*ブラックフォレスト Black Forest 1960 黒鹿毛 フランス | Lonely Maid             | Romantique              |                  |
| 母系(F-No.)                                             | (FN:16-c)                                                   | (FN:16-c)               | (FN:16-c)               | [ § 3 ]          |
| 5代内の近親交配                                         | Firdaussi 5･5（父系内）                                     | Firdaussi 5･5（父系内） | Firdaussi 5･5（父系内） | [ § 4 ]          |
| 出典                                                    | 1. 2. 3. 4.                                                 | 1. 2. 3. 4.             | 1. 2. 3. 4.             | 1. 2. 3. 4.      |